# Airbus A300-600

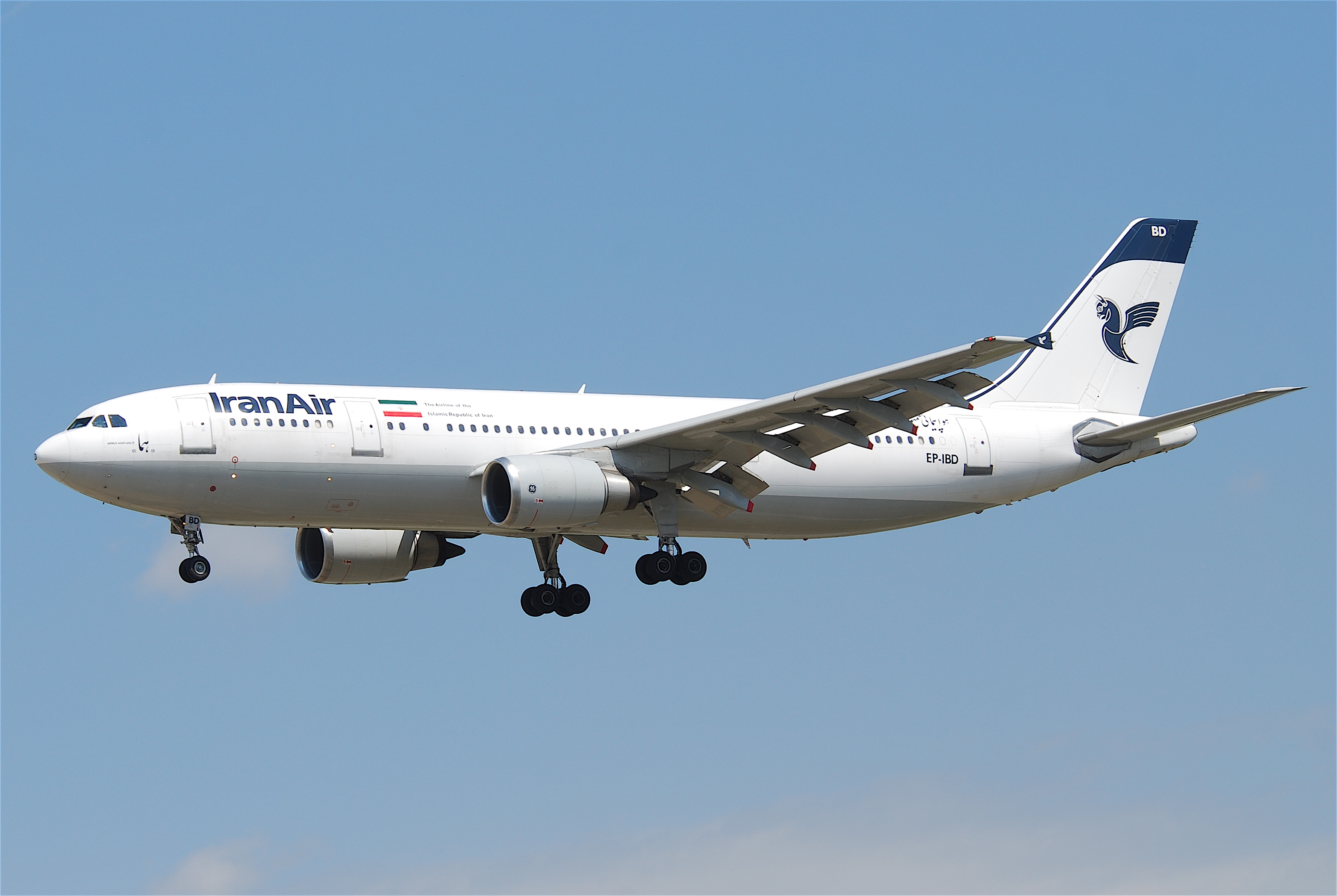
Airbus A300-600

De Airbus A300-600 heet officieel A300B4-600 en werd in 1983 in gebruik genomen. Deze versie heeft dezelfde lengte als de A300B2 en A300B4, maar met meer interne ruimte, omdat het gebruikmaakt van het achterste rompdeel en de staart van de A310. Ook de digitale cockpit is gelijk aan die van de A310. Daarnaast heeft A300B4-600 een groter vliegbereik. Deze A300-600 heeft een groter vliegbereik (4000 - 6000 km) en heeft twee moderne turbofanmotoren die veel minder geluid maken dan die van zijn voorgangers. Ondanks zijn hoge leeftijd kon de A300-600 nog tot 2005 worden besteld, wel enkel als vrachtvliegtuig. Het laatste exemplaar rolde in 2007 uit de fabriek.